# Hydrocanthus wittei
Hydrocanthus wittei is een keversoort uit de familie diksprietwaterkevers (Noteridae). De wetenschappelijke naam van de soort werd in 1930 gepubliceerd door Leopold Gschwendtner.